# Звет
Звет (нід. Zweth) — селище в нідерландській провінції Південна Голландія. Входить до муніципалітету Мідден-Делфланд.

## Галерея

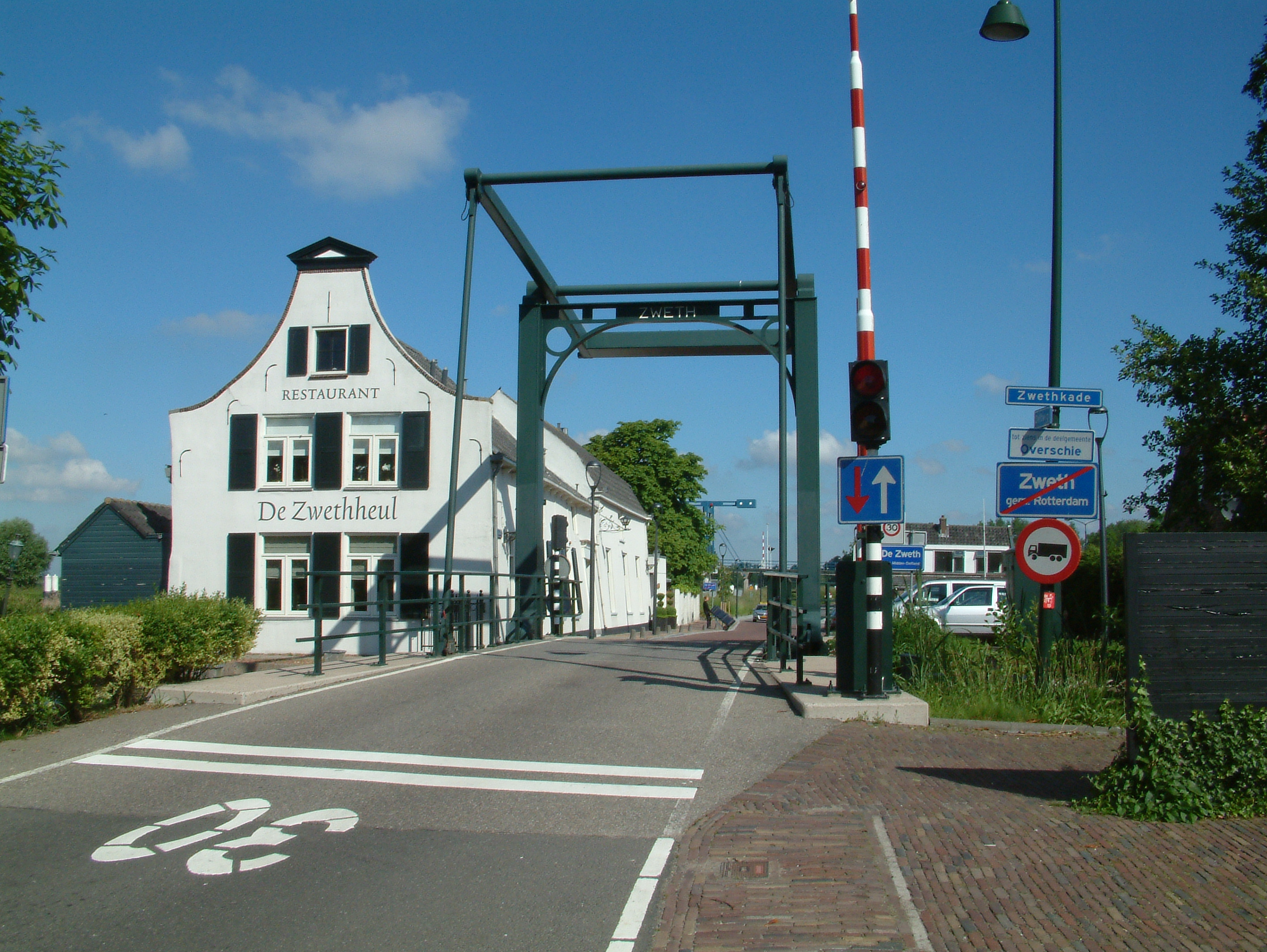
Міст у селищі